# Eustrotia cassida
Eustrotia cassida là một loài bướm đêm trong họ Noctuidae.